# Eugeniusz Szewc
Eugeniusz Szewc (ur. 28 lipca 1938 w Kurowicach) – polski duchowny katolicki archidiecezji łódzkiej, prałat, doktor teologii, wykładowca. Był pierwszym dziekanem dekanatu Łódź-Dąbrowa.

## Życiorys
Pochodzi z parafii Najświętszego Serca Jezusowego w Kurowicach. Ukończył łódzkie diecezjalne Wyższe Seminarium Duchowne. Święcenia kapłańskie przyjął 6 sierpnia 1961 w Łodzi. Tytuł magistra teologii w zakresie nauk biblijnych uzyskał 6 czerwca 1970 na KUL-u. Pracę doktorską z teologii w zakresie nauk biblijnych obronił 7 czerwca 1973).
W latach 1979–1981 rektor Wyższego Seminarium Duchownego w Łodzi. Wieloletni członek Rady Kapłańskiej Archidiecezji łódzkiej z wyboru. Od 17 listopada 1990 do sierpnia 2009 proboszcz parafii św. Anny w Łodzi. Od 1.09.2012 r. pełni rolę pomocy duszpasterskiej w parafii św. Alberta Chmielowskiego w Łodzi.

## Tytuły i godności
- kanonik honorowy Archikatedralnej Kapituły Łódzkiej, 6 grudnia 1990
- kapelan Jego Świątobliwości, 27 lutego 1996